# 羅克波特 (緬因州)
羅克波特（英語：Rockport）是一個位於美國緬因州諾克斯縣的鎮。

## 人口
根據2020年美國人口普查的數據，羅克波特的面積為86.35平方千米，當中陸地面積為56.05平方千米，而水域面積為30.30平方千米。當地共有人口3644人，而人口密度為每平方千米42人。